# Ла Форначе (Пиза)
Ла Форначе је насеље у Италији у округу Пиза, региону Тоскана.
Према процени из 2011. у насељу је живело 21 становника. Насеље се налази на надморској висини од 93 м.